# Kia Besta
El Kia Besta es una furgoneta producida por el fabricante coreano Kia Motors desde el año 1986, apareció en el Salón del Automóvil de 1985.
- Datos: Q487038
- Multimedia: Kia Besta / Q487038